# Acidente do Cessna Citation prefixo PR-AFA em 2014
O acidente do Cessna Citation prefixo PR-AFA ocorreu no dia 13 de agosto de 2014, quando uma aeronave Cessna, modelo Citation Excel caiu em Santos, litoral de São Paulo.  Estavam a bordo sete pessoas, incluindo Eduardo Campos, candidato à presidência da República na eleição presidencial brasileira de 2014, marcada para 5 de outubro, menos de dois meses depois. Campos era também o líder nacional do PSB e havia sido governador de Pernambuco por duas vezes.
Além do presidenciável, estavam na aeronave mais quatro passageiros e dois tripulantes. Todos morreram no acidente. Estava previsto que a ex-senadora e candidata a vice de Campos Marina Silva, embarcasse também no voo, porém desistiu no dia anterior. O acidente teve grande repercussão, não só pela gravidade, mas também por mudar o destino das eleições brasileiras em 2014 e o futuro da política no país.

## Acidente

### Circunstâncias
A aeronave decolou às 9 horas da manhã do Aeroporto Santos Dumont no Rio de Janeiro com destino à Base Aérea de Santos, no litoral paulista.
Havia muita névoa úmida e a visibilidade adiante era de 3 mil metros, no limite para aquele tipo de avião. As nuvens estavam muito baixas, a cerca de quase 300 metros do solo, quase o mínimo estipulado na carta. O vento era de cauda, 12 km/h.  Ou seja, na mesma direção do pouso, o que dificulta frear o avião durante o pouso, especialmente numa pista molhada, como era o caso.

### Aeronave
O Cessna Citation 560 XLS+ é um jato executivo com capacidade para apenas nove passageiros e dois tripulantes. Este foi o primeiro acidente com vítimas fatais desde que o modelo entrou em serviço em 1996. O avião envolvido no acidente tinha nº de série 560-6066 e prefixo PR-AFA.
A aeronave havia sido fabricada em 2010, sua Inspeção Anual de Manutenção havia sido feita em fevereiro de 2014 e seu Certificado de Aeronavegabilidade estava válido. No dia 16 de junho de 2014, apresentou uma pane no sistema elétrico de ignição, o que impediu a decolagem.
Investigações posteriores ao acidente levantaram uma suspeita de venda fraudulenta do avião pelo grupo AF Andrade, que estava em recuperação judicial, e que não poderia vendê-lo sem autorização. A venda teria sido feita a um empresário pernambucano, intermediada por um amigo e ex-sócio de Campos. Advogados das empresas envolvidas negaram as acusações de fraude. Até a data do acidente, a aeronave ainda não havia sido registrada no nome do novo dono.

### Investigações
Faltando pouco tempo para concluir o trajeto e no horário previsto, quando ia efetuar o pouso, o piloto arremeteu. Atribui-se isso à falta de visibilidade da pista, devido ao mau tempo.
Os investigadores acreditam que, após arremeter, o piloto buscou fazer uma volta enquanto esperava melhorar o tempo para então tentar um novo pouso. Nesse momento se deparou com o problema que causou a queda, então buscando fazer um pouso de emergência numa área isolada, no caso, em um quintal próximo a uma piscina. Uma testemunha que mora perto do local do acidente diz ter visto uma "bola de fogo caindo do céu". Um ajudante de armador que estava trabalhando no topo de uma obra que fica a 250 metros do local onde o avião caiu viu quando o avião passou perto dessa região: “Foi passando, inclinado, pegando fogo na asa e passou por detrás do prédio bege, a meia altura, e caiu inclinado”.
A caixa preta do avião foi encontrada no mesmo dia do acidente e logo encaminhada para o Laboratório de Leitura e Análise de Dados de Gravadores de Voo, um dos departamentos do CENIPA, com sede em Brasília. Porém, os técnicos do laboratório concluíram que as duas horas de áudio do gravador de voz, capacidade máxima de gravação do equipamento, não eram do voo acidentado. Não ficou claro aos investigadores as razões pelas quais a gravação era de outro momento. O funcionamento de tal item é obrigatório e sempre deve ser verificado pelo comandante, porém, essa regra não vale para voos não remunerados. Nesse modelo de Cessna, as caixas pretas gravam apenas a voz, e não os todos os dados de voo.
No dia 20 de agosto foi divulgado um vídeo em que pode se ver a aeronave caindo em direção ao solo, sem sinais de fogo, fumaça ou danos à aeronave, intrigando os investigadores e apontando a uma possível falha humana.

### Causas
No dia 19 de janeiro de 2016 foi divulgado pelo CENIPA o relatório final a respeito das causas da queda da aeronave. Concluiu-se que um conjunto de fatores foram responsáveis pelo acidente, dentre os fatores estão: falha humana, condições inapropriadas para a operação no aeródromo e desorientação visual.

## Vítimas

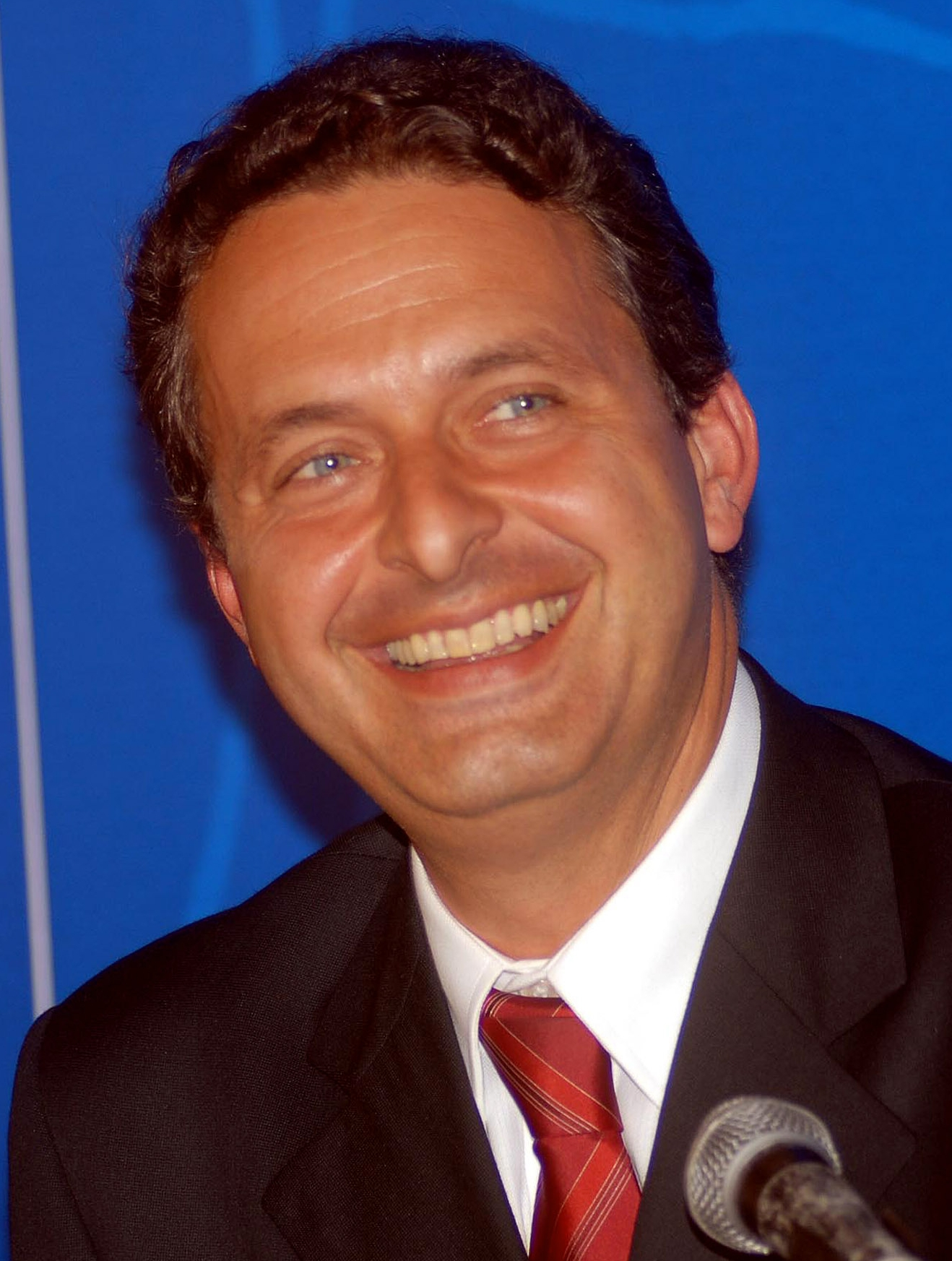
Eduardo Campos, político brasileiro e uma das vítimas do acidente.

Com a queda, todos os sete ocupantes da aeronave morreram. Além de Eduardo Campos, morreram também o fotógrafo Alexandre Severo Gomes e Silva, o assessor de imprensa Carlos Augusto Ramos Leal Filho, o piloto Geraldo Magela Barbosa da Cunha, o piloto Marcos Martins, o cinegrafista Marcelo de Oliveira Lyra e o assessor da campanha de Campos e ex-deputado Pedro Almeida Valadares Neto. Cerca de onze pessoas em solo ficaram feridas e foram levadas a hospitais da região. Dos treze imóveis atingidos, dois foram interditados após análises do IPT.

## Velório
A data do velório das vítimas ficou inicialmente incerta, não tendo dia e horário para acontecer, devido à demora do processo de liberação dos restos mortais. Finalmente os corpos foram liberados no sábado pelo IML e houve o velório no dia 17 de agosto. Eduardo Campos foi velado no Recife, juntamente com Carlos Augusto (Percol), Marcelo Lyra e Alexandre Severo. Foram prestadas homenagens e a missa campal em frente ao Palácio das Princesas.
Cerca de 160 mil pessoas compareceram ao velório de Eduardo Campos, no Recife. Entre as figuras políticas presentes, estavam a presidente Dilma Rousseff, o ex-presidente Luiz Inácio Lula da Silva, o presidenciável Aécio Neves e a ex-senadora e nova candidata do PSB, Marina Silva.

## Consequências políticas
O fato fez com que todo o rumo das eleições fosse alterado. O PSB, partido ao qual Eduardo Campos pertencia, substituiu a sua candidatura pela de Marina Silva, que ficou em terceiro lugar na eleição.

## Luto oficial

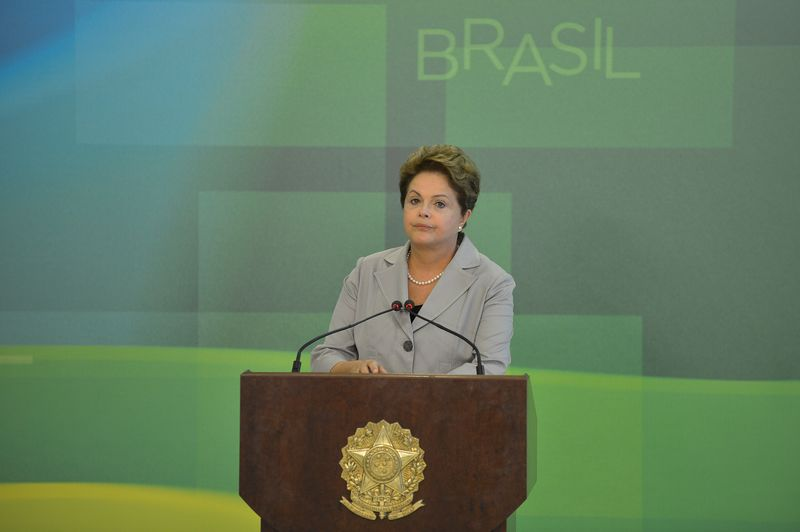
Dilma Rousseff faz pronunciamento pelas mortes das vítimas do Acidente do Cessna Citation 560 XLS+

A presidente Dilma Rousseff decretou luto oficial no Brasil de três dias após o acidente. O governo de Pernambuco decretou luto oficial de sete dias. A prefeitura do Recife decretou luto oficial de oito dias.
Quase todos os governos estaduais decretaram luto oficial, como os governos do Acre, de Alagoas, do Distrito Federal, de Goiás, de Mato Grosso do Sul, do Pará, da Paraíba, do Piauí, do Rio de Janeiro, do Rio Grande do Norte, do Rio Grande do Sul, de Roraima, de São Paulo, de Santa Catarina  e de Tocantins.
Várias prefeituras também declaram luto oficial, como em Santos, Blumenau, Teresina, Petrolina  e Olinda.
O Congresso Nacional divulgou nota de pesar pela morte de Eduardo Campos e decretou luto oficial de três dias.
O presidente nacional da OAB, Marcus Vinicius Furtado Coêlho, decretou luto oficial da Ordem dos Advogados do Brasil.
Instituições de ensino também decretaram luto oficial, como a Universidade Católica de Pernambuco  e a Universidade Federal de Pernambuco.

## Reações internacionais
- Argentina: O governo da Argentina expressou seu "pesar" pela morte de Eduardo Campos num acidente de avião: "O governo argentino expressa seu profundo pesar pela trágica morte de Eduardo Campos, ex-governador de Pernambuco e candidato socialista à presidência do Brasil e estende suas condolências ao governo do povo irmão que perdeu hoje um comprometido e respeitado referência de sua democracia".[52]
- Bolívia: O governo e o Estado Plurinacional da Bolívia expressaram solidariedade pela morte de Eduardo Campos, enviando condolências às autoridades e ao povo brasileiro, especialmente aos familiares, reiterando o espírito de amizade e companheirismo que une o povo da Bolívia e do Brasil.[53]
- Colômbia: O governo da Colômbia expressou pela morte de Eduardo Campos as "mais sentidas condolências, além de lamentar esta irreparável perda, fazemos extensivo nosso acompanhamento às famílias dos falecidos e ao Brasil neste doloroso momento".[54]
- Costa Rica: O governo da Costa Rica expressou suas condolências pela morte de Eduardo Campos, declarados pela chancelaria costarriquenha: "A Costa Rica expressa profundo pesar pelo desaparecimento físico do candidato presidencial Campos e expressa sua solidariedade e sentidas condolências a seus familiares, ao povo e ao governo da presidente Dilma Rousseff. Campos se identificou com os valores democráticos, de justiça, paz e desenvolvimento social do Brasil".[55]
- Equador: O governo do Equador expressou seu 'profundo pesar' pela morte de Eduardo Campos. O governo 'estende suas mais sinceras condolências e manifesta sua solidariedade com a família do candidato Campos e com o povo brasileiro'.[56]

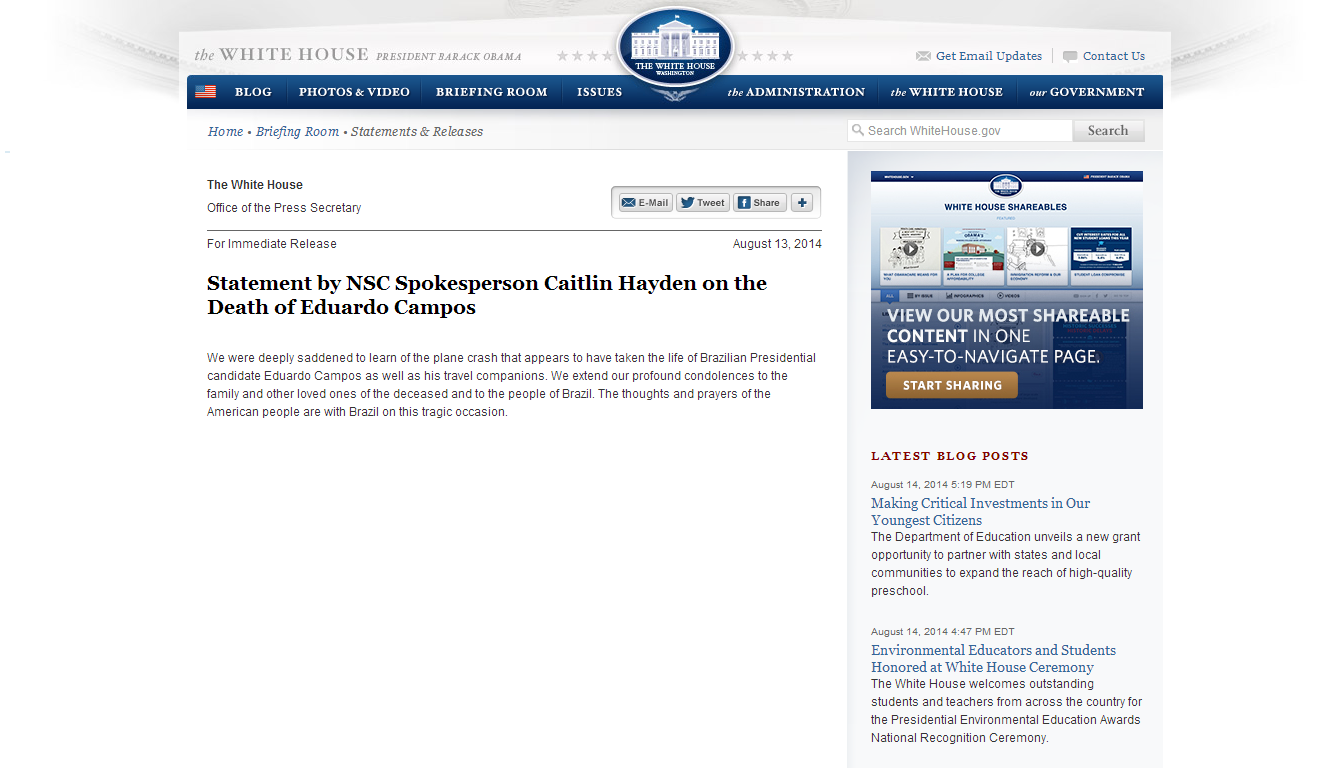
A Casa Branca divulgou nota lamentando a morte de Eduardo Campos

- Estados Unidos: A Casa Branca divulgou nota lamentando a morte de Eduardo Campos: "Estamos profundamente entristecidos em saber do acidente de avião que aparentemente tirou a vida do candidato presidencial brasileiro Eduardo Campos, bem como de seus companheiros de viagem", diz a nota. "Estendemos nossas profundas condolências à família e a outros entes queridos do falecido e ao povo brasileiro. Os pensamentos e orações dos americanos estão com o Brasil neste momento trágico", finaliza.[57]
- França: A França, por meio do Embaixador francês, Sr. Denis Pietton, lamentou a morte de Eduardo Campos, solidarizando-se com a família Campos, bem como das demais vítimas do acidente.[58]
- Guatemala: "O governo da República da Guatemala lamenta profundamente o trágico acidente aéreo em que faleceu Eduardo Campos".[59]
- México: O governo mexicano expressou condolências pela morte de Eduardo Campos. O México "expressa seu profundo pesar ao povo e ao governo do Brasil, e em especial aos familiares das vítimas do lamentável acidente aéreo", assinala um comunicado da Secretaria de Relações Exteriores.[60]
- Nações Unidas: A Organização das Nações Unidas para a Educação, a Ciência e a Cultura (UNESCO) expressou pesar pelo falecimento de Eduardo Campos: "Personagem político dos mais importantes da atualidade no Brasil, Eduardo Campos sempre foi um grande parceiro da UNESCO em sua trajetória como homem público, especialmente durante sua gestão como Ministro da Ciência e Tecnologia. Eduardo Campos sempre manifestou à UNESCO sua certeza de que investimentos em educação, ciência e tecnologia são prioritários no sentido de fazer avançar, de forma sustentável, o Estado brasileiro. A forma dedicada com que Eduardo Campos tratava assuntos educacionais, culturais e sociais em sua atuação ficará registrada em nossas memórias. A UNESCO lamenta profundamente esta perda significativa para a vida pública brasileira e manifesta suas condolências a sua esposa Renata, seus filhos, familiares, amigos e ao povo pernambucano".[61]
- Portugal: O governo de Portugal lamentou a morte de Eduardo Campos, candidato presidencial, e dos demais membros da sua comitiva e tripulação.[62]
- Paraguai: "O governo da República do Paraguai lamenta profundamente a trágica morte de Eduardo Campos e de seus acompanhantes num acidente aéreo em Santos. Nessas tristes circunstâncias expressa-se suas sinceras condolências ao governo e ao povo da República Federativa do Brasil e especialmente a família de Eduardo Campos e das demais vítimas".[63]
- Uruguai: O Governo do Uruguai lamentou a morte “injusta” de Eduardo Campos e enviou uma mensagem de condolências às suas famílias.[64]